# 랜드 그리드 배열

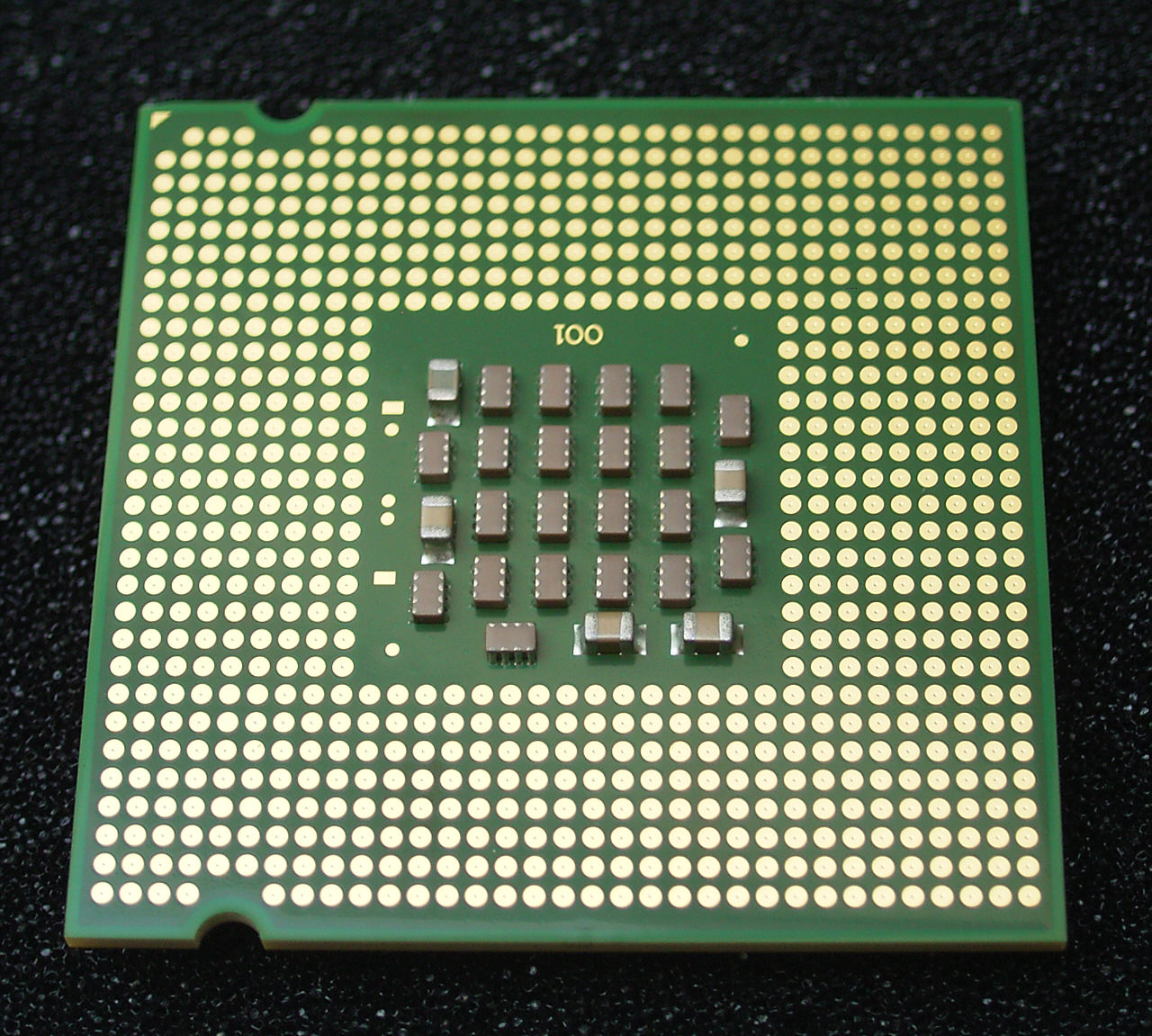
랜드 그리드 배열 패키지를 채택한 인텔 중앙 처리 장치

랜드 그리드 배열(land grid array, LGA)은 집적회로용 표면 실장 패키지의 한 종류이다. 랜드 그리드 배열은 CPU 소켓을 사용하거나 직접 납땜하여 인쇄 회로 기판 (PCB)에 전기적으로 부착시킬 수 있다.

## 마이크로프로세서에 적용
랜드 그리드 배열은 인텔 펜티엄 4, 인텔 제온, 인텔 코어 2와 AMD 옵테론 계열 마이크로프로세서용 물리적 인터페이스로 사용된다. 일반적으로 낡은 AMD와 인텔의 프로세서에서 발견할 수 있는 핀 그리드 배열 인터페이스와 다르게 랜드 그리드 배열은 칩위에 핀이 없다; 핀 대신에 주기판의 핀과 접촉할 수 있는 순금도금처리된 구리 패드가 있다.
랜드 그리드 배열 소켓은 1996년 초에 MIPS 테크놀로지스 R10000, R1200과 R14000 프로세서의 인터페이스로 사용되기 시작했지만 인텔이 2004년에 랜드 그리드 배열 플랫폼 5x0과 6x0 정사각형 패키지를 채택한 프레스콧 코어 펜티엄 4를 발표하기 전까지 널리 사용되지는 않았다. 현재 모든 펜티엄 D와 코어 2 데스크톱 프로세서는 랜드 그리드 배열 소켓을 사용한다. 2006년 1분기에 인텔은 제온 서버 플랫폼에 랜드 그리드 배열 패키지를 채택한 5000계열 모델을 생산하기 시작했다. AMD도 2006년 2분기에 랜드 그리드 배열을 채택한 2000계열 옵테론 서버를 발표했다. 현재 AMD는 데스크톱 시장에 소캣 1207FX를 채택한 애슬론 64 FX-74 프로세서만 아수스의 L1N64-LSI WS 주기판을 통하여 구동할 수 있는 테스크탑 랜드 그리드 배열 솔루션을 제공하고 있다.
인텔 데스크톱 랜드 그리드 배열 소켓은 소켓 T (혹은 소켓 775)와 소켓 J (혹은 소켓 771), 소켓 B, 소켓 1156이 있다. 인텔은 핀 그리드 배열에서 랜드 그리드 배열로 변경하기로 결정했다. 왜냐하면 랜드 그리드 배열은 많은 접촉점을 제공해서, 중앙 처리 장치가 고속으로 동작할 수 있기 때문이다. 다수의 접촉점을 제공하는 랜드 그리드 배열 패키지는 더 풍부한 전원 연결을 가능해서 칩의 전력을 안정적으로 공급한다.
AMD 서버 랜드 그리드 배열 소켓은 인텔과 비슷한 소켓 1207 (혹은 소켓 F)이 있다. AMD도 고밀도 접촉을 가능하게 하는 랜드 그리드 소켓을 서버에 사용하기로 결정했다. 1207핀 랜드 그리드 배열의 크기는 너무 크기 때문에, 주기판에서 할당되는 공간이 넓다.

## 마이크로프로세서 LGA 소켓

### AMD
- TR4 를제외한나머지는 옵테론이다.
- 소켓 F
- 소켓 C32 (소켓 1207) (소켓 F를 대체)
- 소켓 G34 (소켓 1944)
- 소켓 TR4 (소켓 4094)

### 인텔
- 소켓 T (소켓 775)
- 소켓 J (소켓 771, 772)
- 소켓 P (소켓 478)
- 소켓 B (소켓 1366)
- 소켓 B2 (소켓 1356)
- 소켓 H (소켓 1156)
- 소켓 H2 (소켓 1155) (인텔 샌디브릿지, 아이비브릿지 이용)
- 소켓 H3 (소켓 1150) (인텔 하스웰, 브로드웰 이용)
- 소켓 R (소켓 2011)
- 소켓 H4 (소켓 1151) (인텔 스카이레이크, 카비레이크 이용, 이후 핀 배열 일부를 수정하여 커피레이크 이용)
- 소켓 R4 (소켓 2066) (인텔 스카이레이크-X, 카비레이크-X, 캐스케이드레이크 이용)
- 소켓 1200 (인텔 코멧레이크, 로켓레이크 이용)
- 소켓 1700 (인텔 엘더레이크 이용)

## 그림

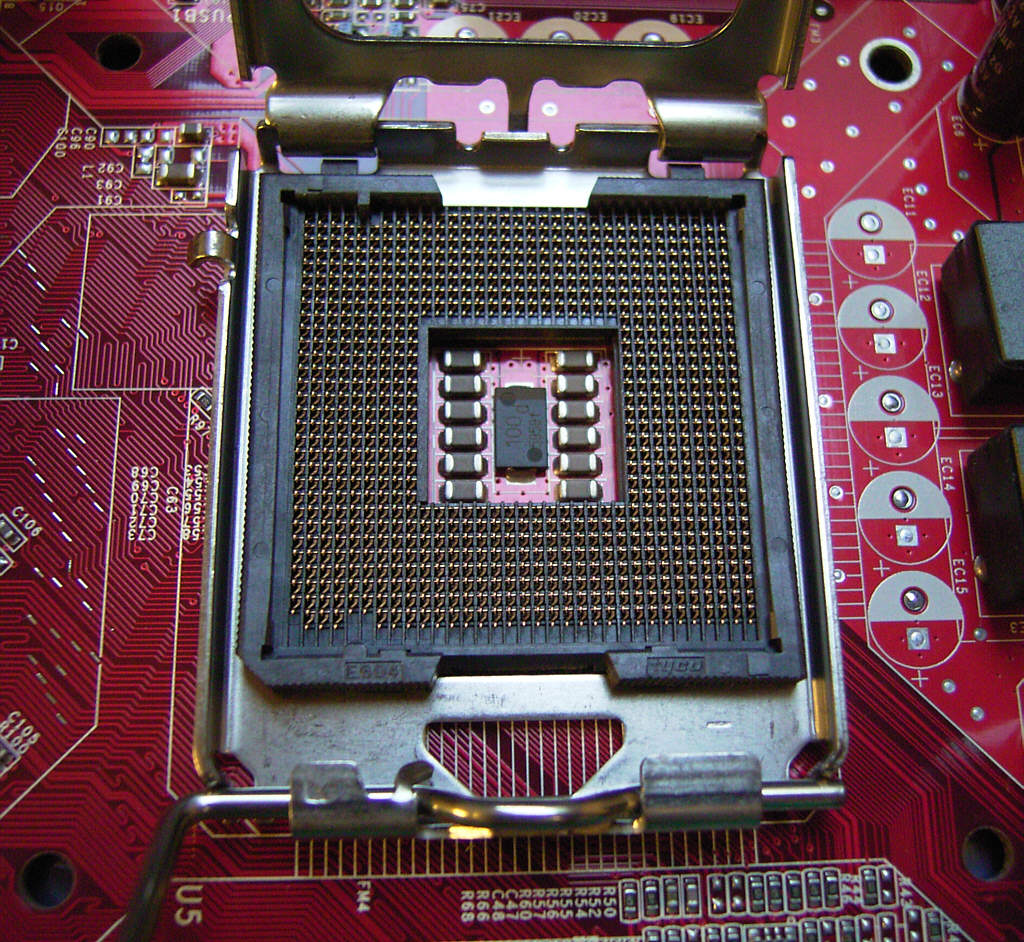
소켓 T (소켓 775)
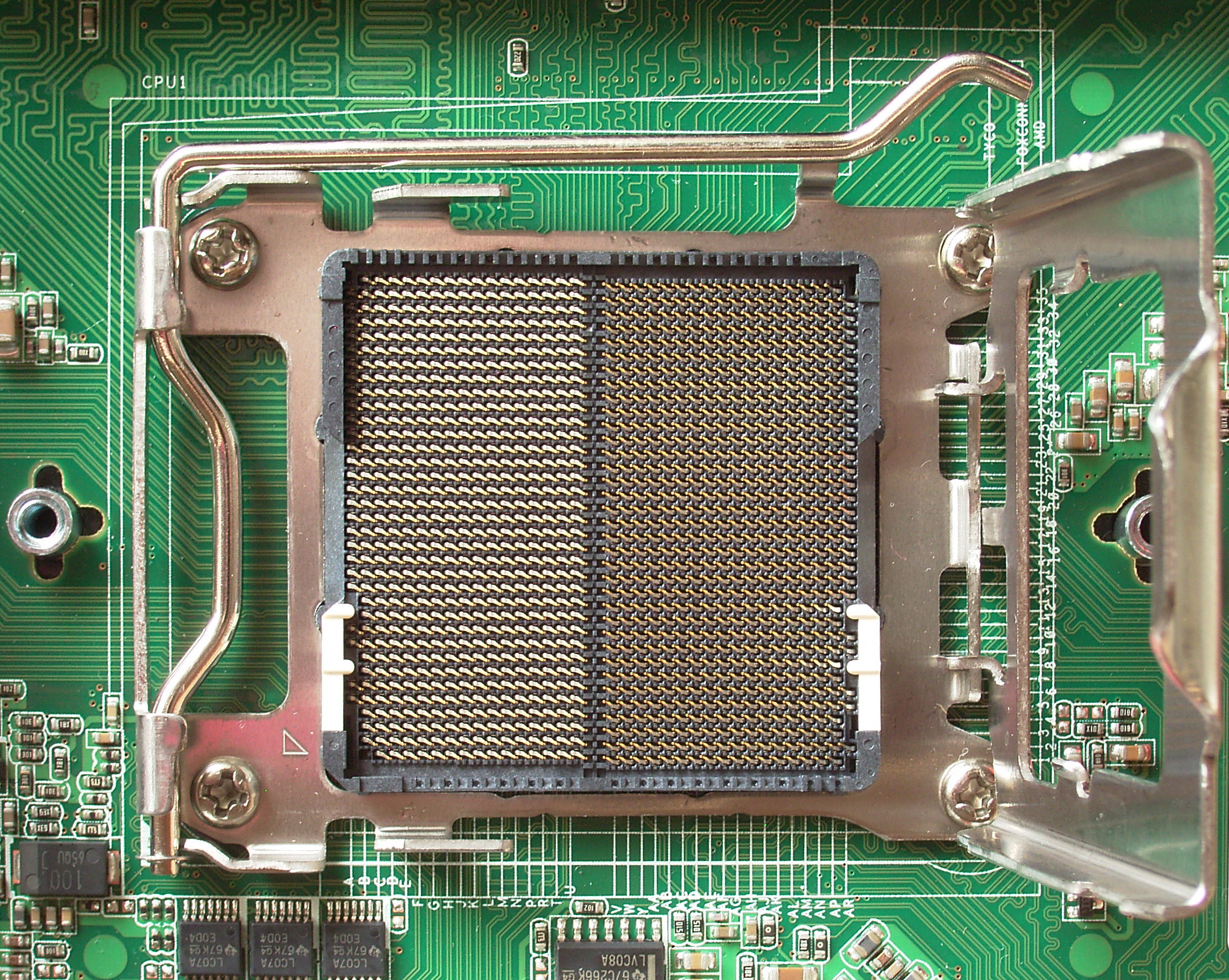
소켓 F

## 같이 보기
- 이중 직렬 패키지 (DIP)
- 핀 그리드 배열 (PGA)
- 볼 그리드 배열 (BGA)